# Рассольная (приток Байдача)
Рассольная — река в России, протекает по Чердынскому району Пермского края. Устье реки находится в 22 км от устья реки Байдач по правому берегу. Длина реки составляет 10 км.
Исток реки на западных склонах Северного Урала южнее горы Низьва (533 НУМ) в 26 км к северо-востоку от посёлка Ныроб. Река течёт на юго-запад по ненаселённой холмистой местности Полюдова кряжа параллельно Байдачу, в который и впадает в урочище Колвинский Байдач. Выше устья Рассольной Байдач также называется Средней.

## Данные водного реестра
По данным государственного водного реестра России относится к Камскому бассейновому округу, водохозяйственный участок реки — Кама от водомерного поста у села Бондюг до города Березники, речной подбассейн реки — бассейны притоков Камы до впадения Белой. Речной бассейн реки — Кама.
Код объекта в государственном водном реестре — 10010100212111100006635.